# Make Love (canção)
"Make Love" é uma canção da cantora, compositora e dançarina brasileira Inês Brasil para seu álbum de estreia Make Love. A canção foi lançada como single no dia 10 de fevereiro de 2015. Foi composta por ela e produzida pelos DJs Thiago Araujo e Christian Simon pelos estúdios Videobes.

## Lançamento e repercussão
Em 4 de outubro de 2015, Inês Brasil divulgou o clipe da canção. O videoclipe foi pago e produzido pela própria Inês Brasil, e lançado oficialmente em seu canal oficial do YouTube, alcançando mais de 3 milhões de acessos. Wanessa Camargo e Karol Conká fizeram covers de "Make Love".

## Faixa
1. "Make Love" - (03:23)
2. "Make Love (Funk Editin)" - (02:45)